# Гадайчук Валерій Вікторович
Вале́рій Ві́кторович Гадайчу́к — сержант Збройних сил України, заступник командира групи спеціального призначення, розвідник, учасник російсько-української війни.
Після демобілізації проживає у місті Старокостянтинів.

## Нагороди
За особисту мужність, сумлінне та бездоганне служіння Українському народові, зразкове виконання військового обов'язку відзначений — нагороджений
- орденом «За мужність» III ступеня (3.11.2015).